# 羽田空港第1・第2ターミナル駅
羽田空港第1・第2ターミナル駅（はねだくうこうだいいち・だいにターミナルえき）は、東京都大田区羽田空港三丁目にある京浜急行電鉄空港線の駅である。駅番号はKK17。京急最東端の駅である。
2010年10月21日の羽田空港国際線ターミナル駅（現・羽田空港第3ターミナル駅）開業に伴い、羽田空港駅から羽田空港国内線ターミナル駅に改称され、さらに羽田空港旅客ターミナルビルの名称変更に伴い、2020年3月14日より現行の駅名に改称された。ただし、列車行き先等の旅客案内上では、羽田空港第3ターミナル駅と当駅の総称として、現在でも羽田空港の名称が用いられる。

## 歴史
当駅は、空港線が東京国際空港（羽田空港）の敷地内へ延伸された際に新規開業したものである。開業から2004年11月30日までのおよそ6年間、羽田空港の国内線発着は現在の第1旅客ターミナルビルのみ供用されていたため、西側の改札口のみ営業していたが、当初より第2旅客ターミナルビルとの接続を考慮した設計となっていた。また、当駅の真上を東京湾岸道路が通る予定となっていたこともあり、道路が出来てしまう前に開削工法で工事を行うために、空港線の第一期延伸工事（穴守稲荷駅 - 天空橋駅）と並行して工事が開始された。
なお、京急では1956年から1991年にかけて、旧称と同名の「羽田空港駅」が現在の天空橋駅西側に存在していたが、これについては「天空橋駅#歴史」を参照のこと。また、現在の東京モノレール羽田空港線羽田空港第1ターミナル駅も、第2旅客ターミナルビルが供用される前の1993年から2004年までは「羽田空港駅」を名乗っていた。両社の駅名が同じ「羽田空港駅」だった2000年に、両方の駅がまとめて1駅として関東の駅百選に認定されている。

### 年表
- 1989年（平成元年）12月18日：羽田駅（現天空橋駅）- 当駅間の鉄道免許を申請（翌年3月30日認可）[7]。
- 1992年（平成4年）2月：着工[6]。
- 1998年（平成10年）
  - 11月16日：開業に先がけて出発式が執り行われ、運輸省、京成電鉄、東京都、大田区などの関係者多数が出席、穴守稲荷神社宮司による安全運行祈願の神事ののち、花電車が成田空港へ出発した[8]。
  - 11月18日：空港線延伸工事の完成に伴い、「羽田空港駅」として新規開業[1][9]。エアポート快特・エアポート特急（1999年7月30日廃止）の運行開始[10]。
- 2000年（平成12年）：関東の駅百選に選定。
- 2004年（平成16年）12月1日：東京国際空港第2旅客ターミナルビルの供用開始に伴い、東出口の供用開始[11][12]。
- 2005年（平成17年）11月18日：接近メロディとしてくるりの「赤い電車」が使用開始[13]。
- 2008年（平成20年）11月18日：接近メロディのアレンジを変更。開業10周年イベントの一環として600形606編成（KEIKYU BLUESKY TRAIN）の側面塗装を一部変更し、記念塗装で運行。また600形のほか、新1000形、都営・京成・北総の乗り入れ車両の一部の先頭車全面に記念ステッカーが貼付された[14]。
- 2010年（平成22年）
  - 5月16日：ダイヤ改正が実施され、急行をエアポート急行に改称し運行を開始[15]。エアポート快特は品川駅までのノンストップ運転となる[15]。
  - 10月21日：羽田空港国際線ターミナル駅の開業に伴い、「羽田空港国内線ターミナル駅」に改称[3]。
- 2019年（平成31年）2月21日：ホームドアの使用を開始[16][17]。
- 2020年（令和2年）
  - 3月14日：羽田空港旅客ターミナルビルの名称変更に伴い[4]、駅名を「羽田空港第1・第2ターミナル駅」に改称[5]。
  - 11月10日：ホームドアデジタルサイネージの使用を開始[18]。
- 2022年（令和4年）
  - 8月8日：引上線の工事に着手[19]。
  - 12月6日：羽田空港ギャラクシーホールにて穴守稲荷神社宮司による引上線工事にかかる安全祈願祭が執り行われる[20]。

## 駅構造
8両編成対応の島式ホーム1面2線を有する地下駅である。首都高速道路湾岸線と国道357号の真下、羽田空港第1旅客ターミナルビルと第2旅客ターミナルビルのほぼ中間に位置する。
改札口は東西にあり、西側は第1ターミナルに、東側は第2ターミナルに接続している。両ターミナルを連絡する動く歩道付きの地下通路も併設している（両ターミナル間は地上の無料連絡バスなどでも連絡している）。このほかターミナルビルに直結しない単独の地上出入口（駐車場隣接）が東西に各1か所設けられている。
第2ターミナル供用開始時から出入口付近の柱に色が施され、西側が日本航空などの発着する第1ターミナルのイメージカラーである赤色に、東側が全日本空輸などの発着する第2ターミナルのイメージカラーである青色に塗られ、出口を誤らないような工夫がなされている。他の京急線各駅や京急電車車内の路線図でも同じような記事が掲載されている。また、空港線の全列車で、当駅到着の際に、改札口と航空会社ごとの発着ターミナルの案内を行っている。

### のりば
| 番線 | 路線   | 行先                                        |
| ---- | ------ | ------------------------------------------- |
| 1・2 | 空港線 | 品川・新橋・日本橋・成田空港方面 / 横浜方面 |

### 接近メロディ
2005年から、開業7周年記念の「京急虹計画」プロジェクトの一環で、京急のイメージソングであるくるりの「赤い電車」をアレンジしたものを接近メロディとして使用している。2008年11月18日には品川駅下りホームで使用されているものと同じ音源に変更されている。編曲はくるりのメンバーの岸田繁が自ら手掛けた（オペレーションは福嶋尚哉が担当）。使用されているフレーズは2005年からのものとほぼ変わらないが、最後にグリッサンドが入っているなどアレンジや音色が異なる。

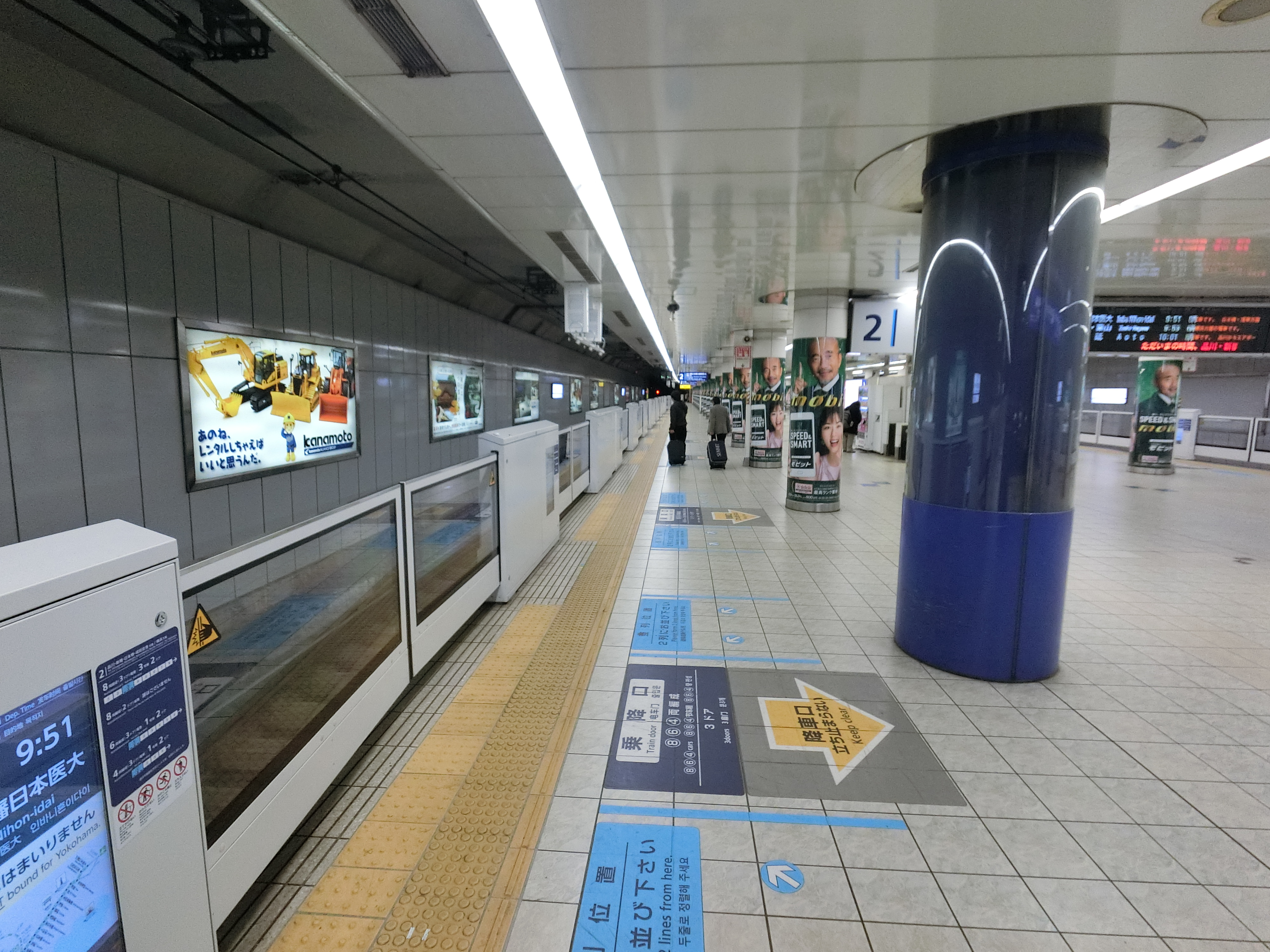
ホーム
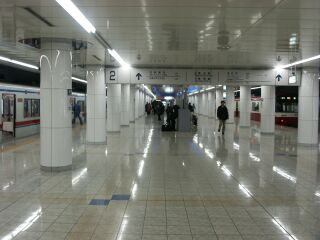
第2旅客ターミナル口開設前のホーム
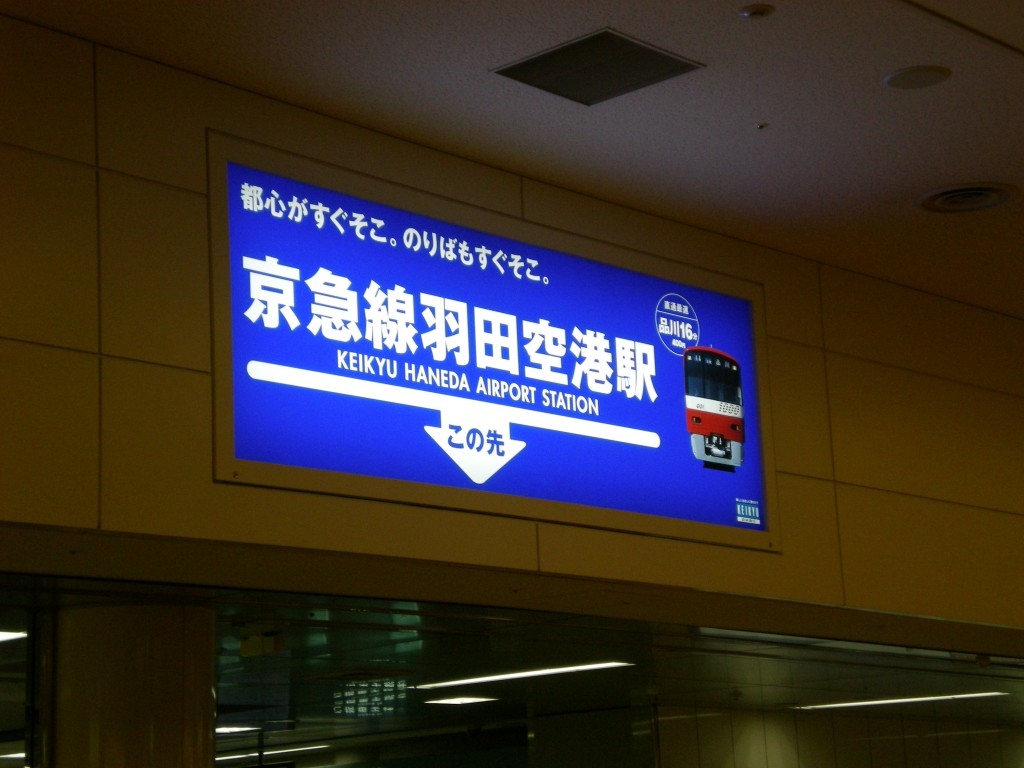
羽田空港の第2ターミナル地下にある案内板
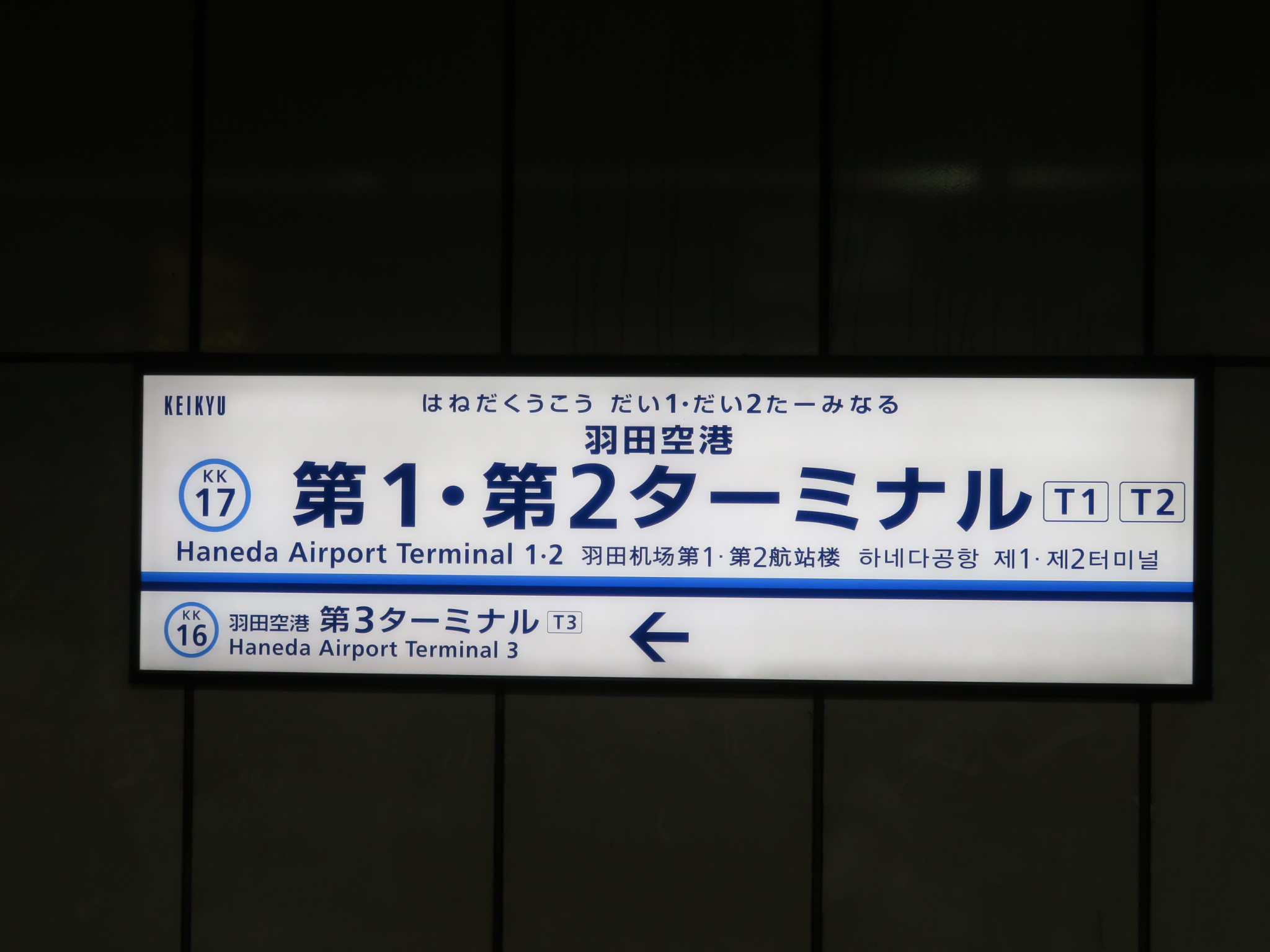
駅名標
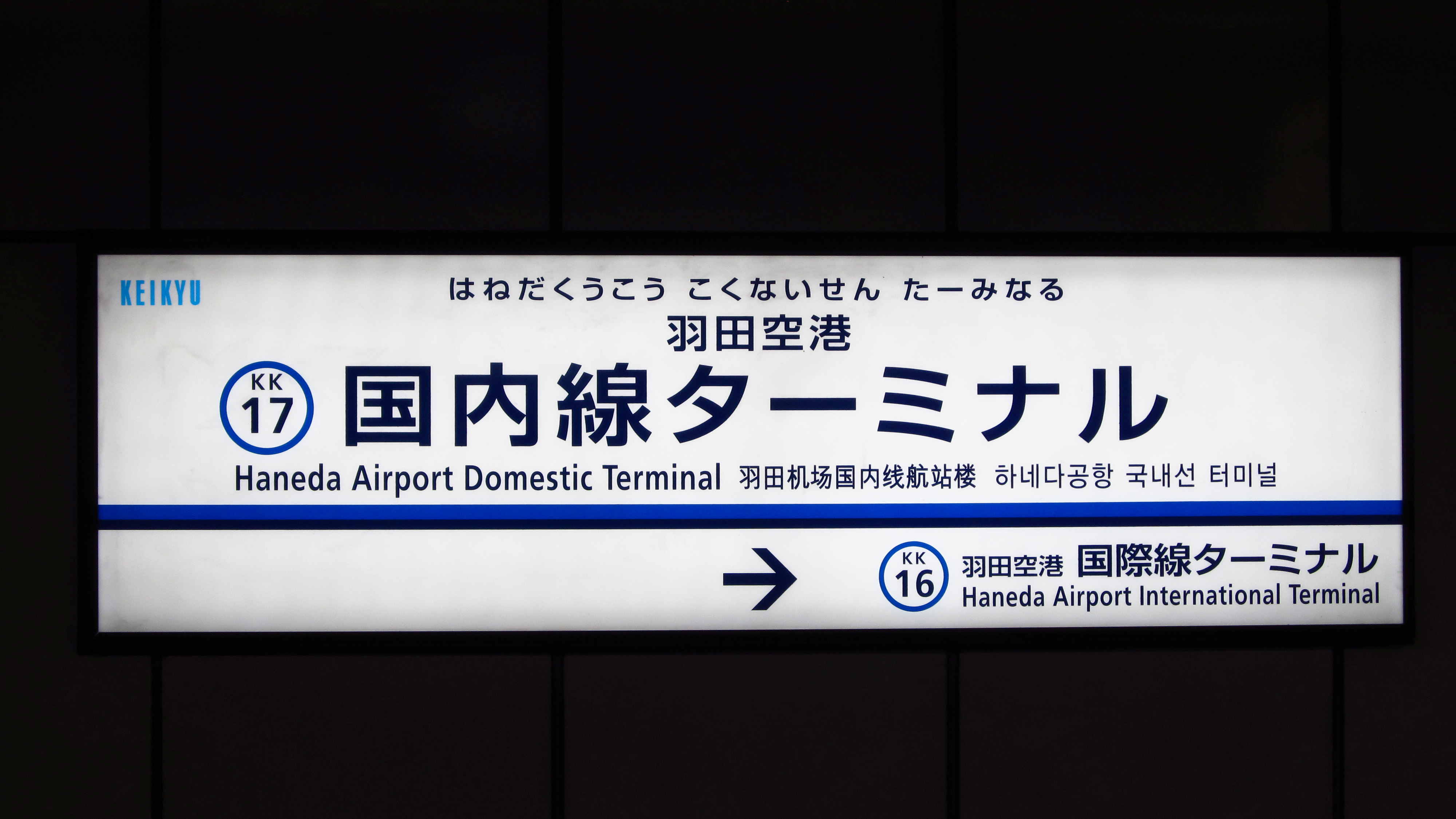
国内線ターミナル駅時代の駅名標

## 利用状況
2024年度の1日平均乗降人員は111,697人で、京急線全72駅中5位。
開業後の1日平均乗降・乗車人員の推移は下表の通り。
| 年度               | 1日平均 乗降人員 | 1日平均 乗車人員 | 出典     |
| ------------------ | ---------------- | ---------------- | -------- |
| 1998年（平成10年） |                  | 19,052           | [ * 1 ]  |
| 1999年（平成11年） |                  | 20,943           | [ * 2 ]  |
| 2000年（平成12年） |                  | 24,732           | [ * 3 ]  |
| 2001年（平成13年） |                  | 28,233           | [ * 4 ]  |
| 2002年（平成14年） |                  | 30,219           | [ * 5 ]  |
| 2003年（平成15年） | 63,826           | 31,872           | [ * 6 ]  |
| 2004年（平成16年） | 68,255           | 33,822           | [ * 7 ]  |
| 2005年（平成17年） | 70,691           | 35,077           | [ * 8 ]  |
| 2006年（平成18年） | 73,889           | 36,679           | [ * 9 ]  |
| 2007年（平成19年） | 75,997           | 37,601           | [ * 10 ] |
| 2008年（平成20年） | 78,188           | 38,345           | [ * 11 ] |
| 2009年（平成21年） | 75,940           | 37,205           | [ * 12 ] |
| 2010年（平成22年） | 74,884           | 36,835           | [ * 13 ] |
| 2011年（平成23年） | 68,694           | 33,899           | [ * 14 ] |
| 2012年（平成24年） | 70,712           | 34,781           | [ * 15 ] |
| 2013年（平成25年） | 78,171           | 38,288           | [ * 16 ] |
| 2014年（平成26年） | 81,015           | 39,592           | [ * 17 ] |
| 2015年（平成27年） | 83,431           | 41,005           | [ * 18 ] |
| 2016年（平成28年） | 87,102           | 42,896           | [ * 19 ] |
| 2017年（平成29年） | 90,516           | 44,660           | [ * 20 ] |
| 2018年（平成30年） | 93,830           | 46,433           | [ * 21 ] |
| 2019年（令和元年） | 97,330           | 48,137           | [ * 22 ] |
| 2020年（令和02年） | 47,110           |                  |          |
| 2021年（令和03年） | 60,345           |                  |          |
| 2022年（令和04年） | 89,728           |                  |          |
| 2023年（令和05年） | 101,471          |                  |          |
| 2024年（令和06年） | 111,697          |                  |          |

## 駅周辺
- 東京航空地方気象台
- 警視庁東京空港警察署
- 新東京郵便局羽田分室 - 郵便物の集配専用のため一般向けの窓口はない。一般窓口業務は第1ターミナル内の羽田空港郵便局で行っている。
- 東京国際空港（羽田空港）
  - 第1駐車場（P1）・第2駐車場（P2） - 第1ターミナル側
  - 第3駐車場（P3）・第4駐車場（P4） - 第2ターミナル側
  - 貨物ターミナル
- 羽田空港第1ターミナル駅・羽田空港第2ターミナル駅 - 東京モノレール羽田空港線
- 首都高速道路湾岸線
  - 空港中央出入口
  - 湾岸環八出入口
- 国道357号

## 運賃に関する特記事項
当駅と羽田空港第3ターミナル駅間の運賃は通常有料だが、羽田空港で国際線・国内線、または国際線同士（第2ターミナル・第3ターミナル間）を乗り継ぐ乗客に限り、その間の運賃が無料となる。乗車する際には、第1・第2ターミナルの案内カウンターにおいて、パスポートと乗り継ぎ便の航空券を提示し、「乗継乗車票」を発行して貰い、それを駅の改札口にて提示する必要がある。

## 隣の駅
京浜急行電鉄
 空港線
■エアポート快特・■快特・■特急・■急行・■普通
羽田空港第3ターミナル駅 (KK16) - 羽田空港第1・第2ターミナル駅 (KK17)